# Géographie du Tarn

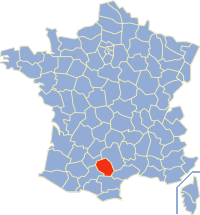
Situation géographique du Tarn en France

La géographie du Tarn révèle un département à la forte dualité est-ouest sur le plan géologique, climatologique, relief et humain.
Le Tarn est un département de France métropolitaine appartenant à la région Midi-Pyrénées. Il appartient à la bordure orientale du Bassin aquitain et présente les contreforts les plus méridionaux du Massif central.

## Géographie générale
Le Tarn est un département français appartenant à la région Midi-Pyrénées, limitrophe du Languedoc-Roussillon. Ses voisins sont la Haute-Garonne, le Tarn-et-Garonne, l'Aveyron, l'Hérault et l'Aude.

Paysages du Tarn :
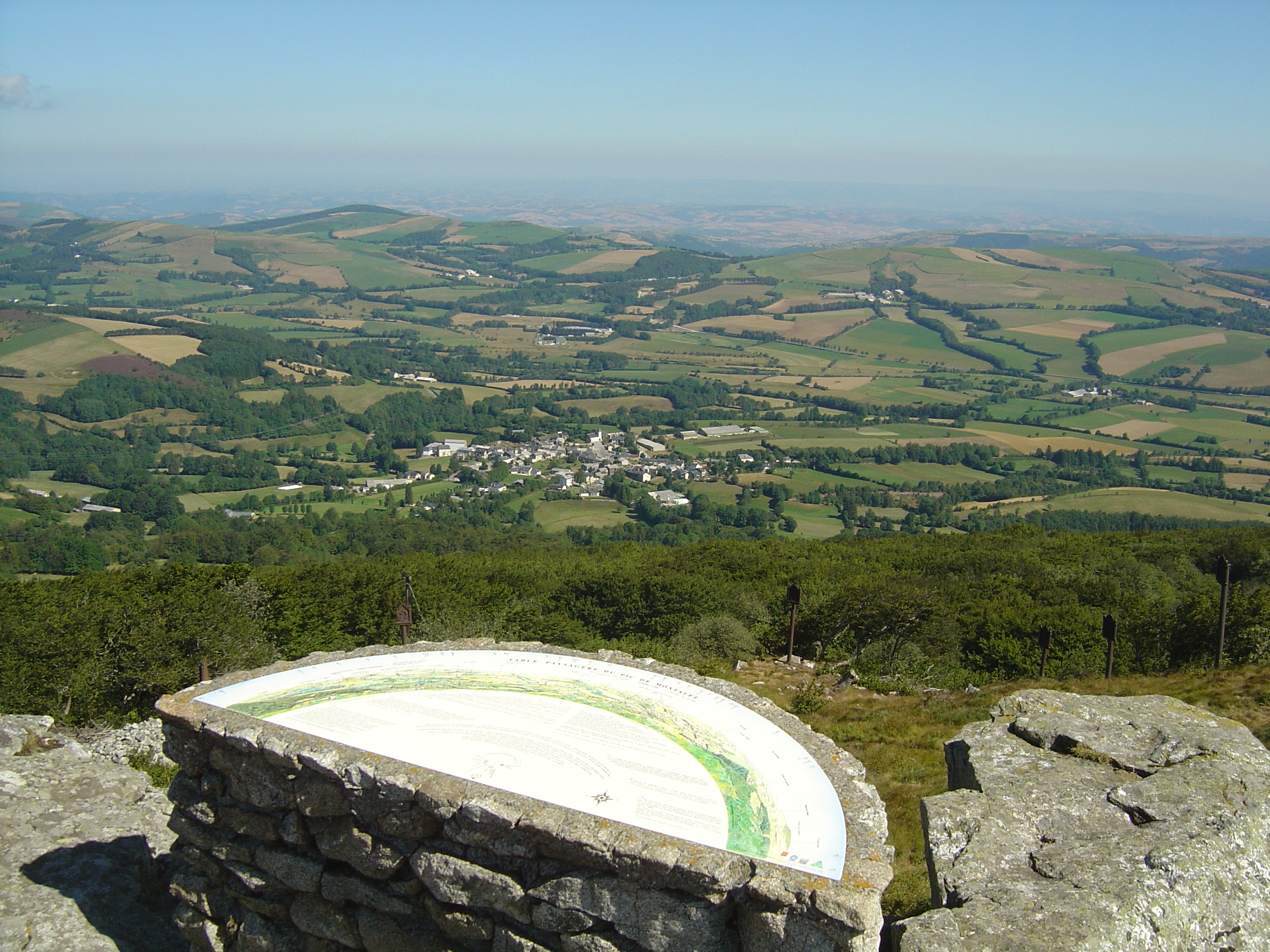
Vue depuis le roc de Montalet au sud-est.
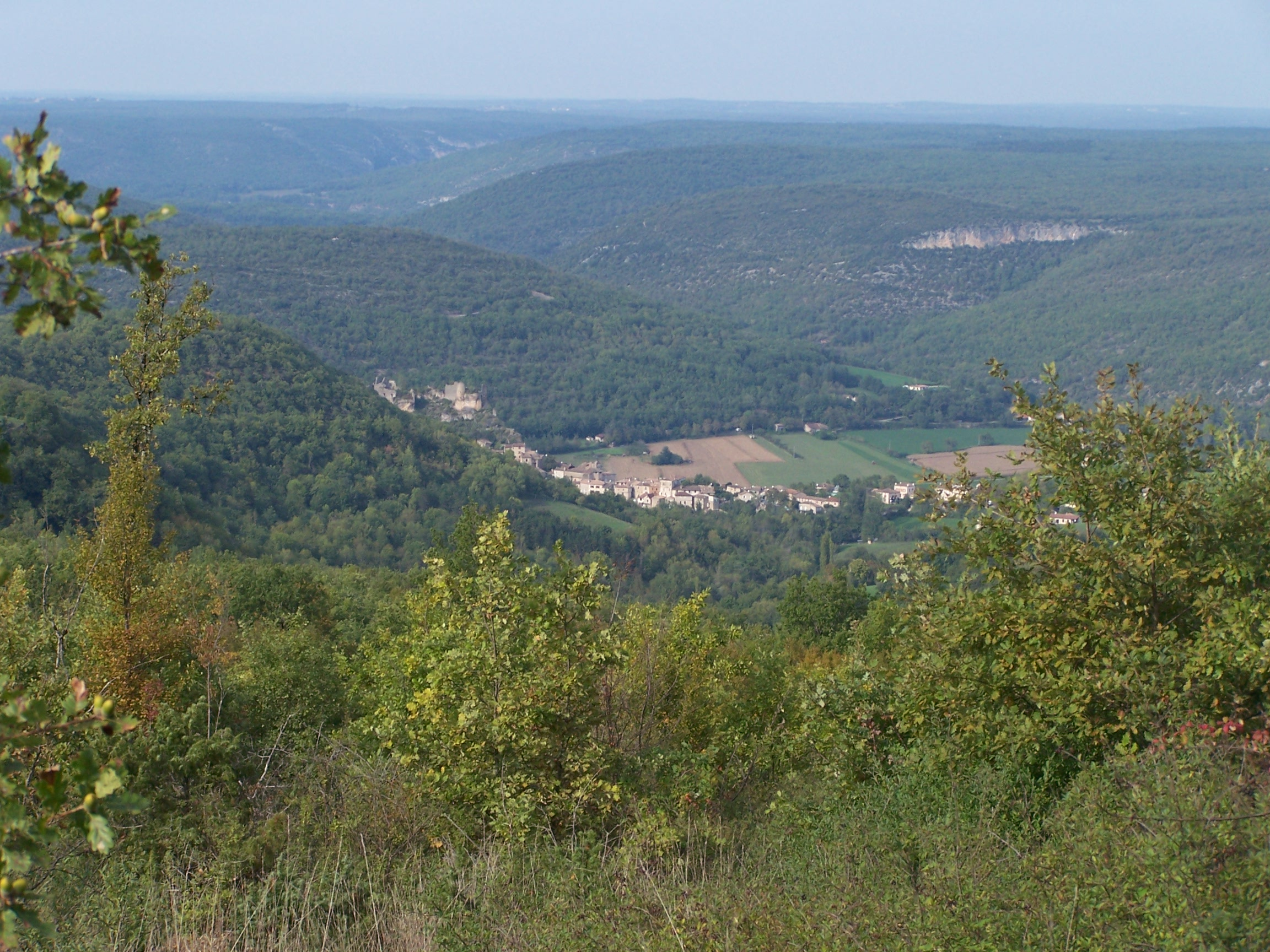
Penne, vu de la route forestière de la forêt de Grésigne, au nord-ouest.
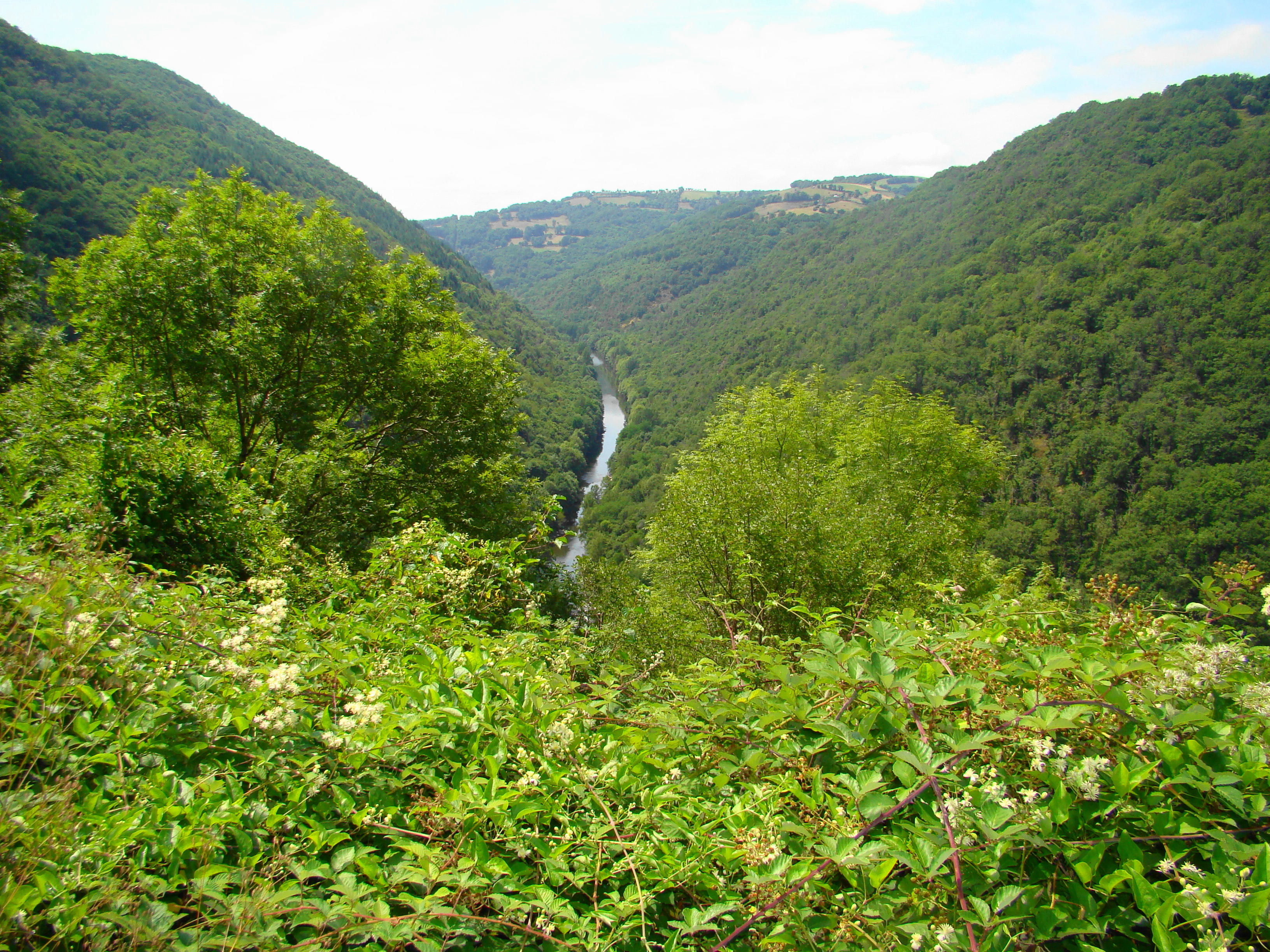
Vallée du Viaur à Jouqueviel, au nord.
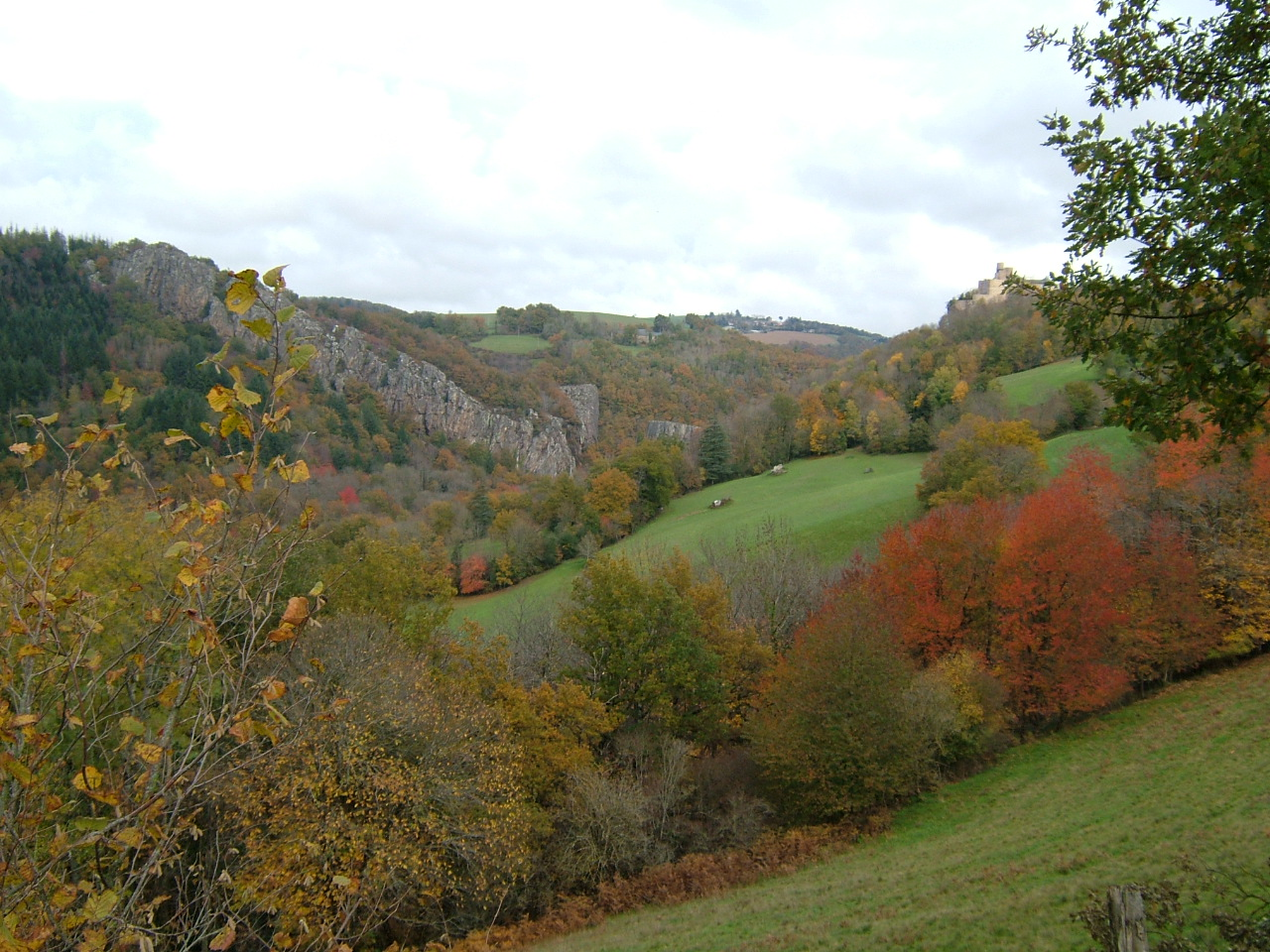
Gorge de l'Oulas et château de Paulin à l'est.

## Géographie physique

### Relief

Relief du Tarn et principales villes

Le département se présente sous la forme d'un amphithéâtre ouvert vers l'ouest. L'altitude varie de 95 m à Couffouleux et Saint-Sulpice-La-Pointe, à 1 270 m au puech de Rascas dans les monts de Lacaune. Au sud, le massif de la montagne Noire culmine à 1 211 m au pic de Nore.
Globalement, la partie ouest est constituée de collines à faible pente, bien que quelques cuestas impriment un relief plus accentué près de Lautrec, Laboutarié et Puylaurens. Les vallées sont larges, de plusieurs centaines de mètres à une dizaine de kilomètres pour la rivière Tarn au niveau de Gaillac.
Le sud-est est nettement montagneux avec des vallées encaissées. Les pentes sont fortes sauf sur les hauts plateaux au-dessus de Lacaune. Le nord-est est une zone de collines pentues à altitude moyenne et aux vallées également encaissées.

### Géologie

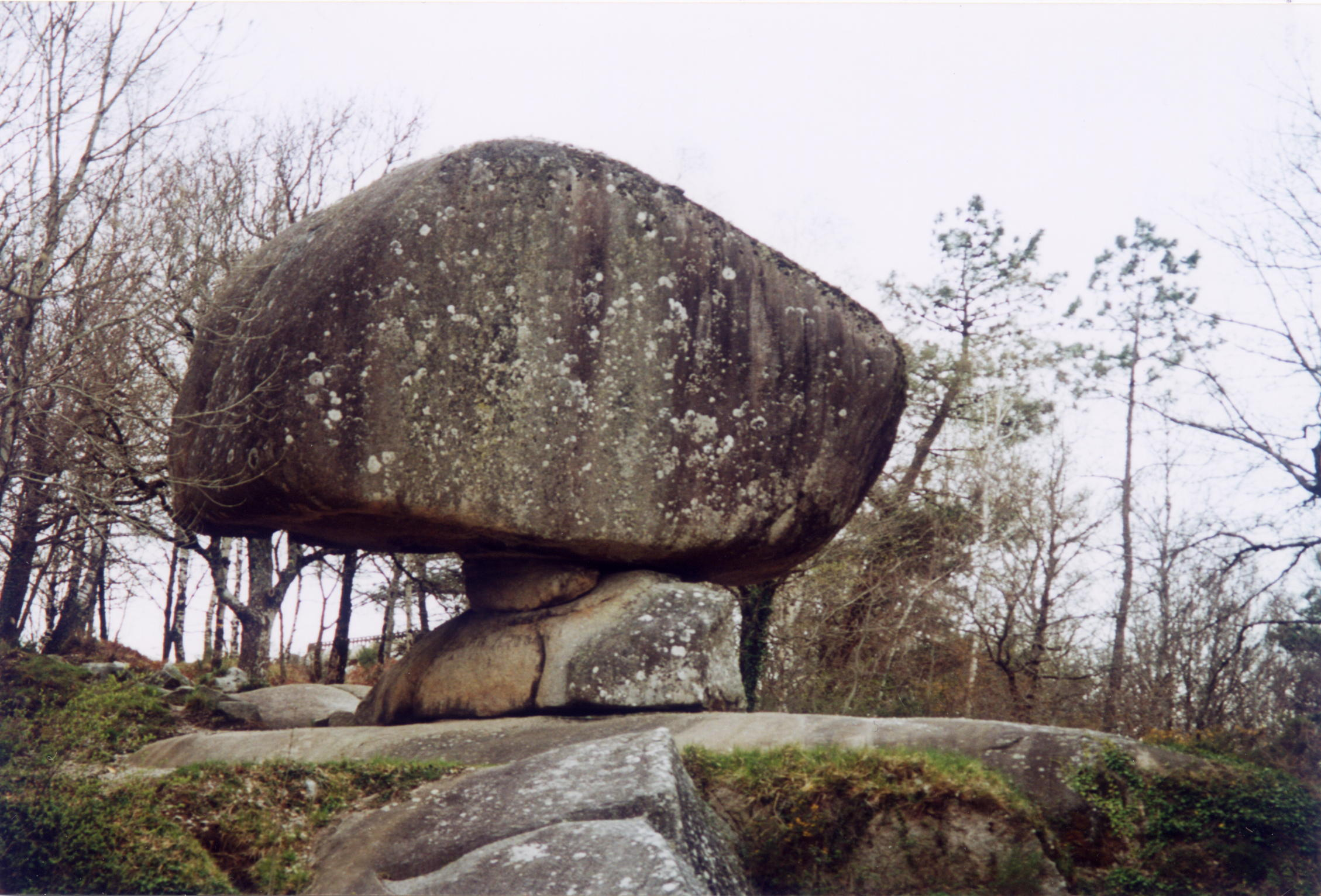
Bloc de granite du Sidobre

La partie orientale du département est la zone la plus méridionale du Massif central. C'est une zone cristalline issue du socle hercynien de l'ère primaire. Fortement érodé durant l'ère secondaire, il s'est soulevé lors de l'orogenèse alpine, créant de nombreuses failles. Les roches qui la constituent sont à dominante acide, schistes essentiellement dans le Ségala, ou schistes et grès dans les zones montagneuses avec quelques noyaux granitique dont le plus grand est le Sidobre. Localement, des fossés sédimentaires ont été comblés par des roches détritiques au Permien ou de la matière organique au Carbonifère, créant, par exemple, le bassin houiller de Carmaux. Outre cette zone de mines de charbon, de nombreuses petites mines de fer, plomb, zinc, fluor ont été exploitées. En 2013, aucune activité minière ne subsiste. La Montagne Noire et les Monts de Lacaune sont séparés par un fossé d'effondrement où coule le Thoré.
La partie ouest est constituée par la frange orientale du Bassin aquitain. Elle est constituée de roches argilo-calcaires de l'ère tertiaire. Les molasses et calcaires lacustres de l'Oligocène sont à l'ouest d'une ligne Albi-Puylaurens, alors qu'entre Albi et Castres, ce sont des molasses, calcaires et argiles à graviers de l'Éocène. Les collines ont largement été érodées par les rivières. Ces dernières ont déposé des sédiments récents au Quaternaire : galets, sables et limons sur de larges terrasses alluviales.
Au nord-ouest, une zone de calcaires et marnes du Jurassique et du Lias, plus dure que les molasses environnantes, a créé une anomalie géologique, faite de fortes pentes et de failles. Elle est recouverte par la forêt de la Grésigne.

### Hydrographie

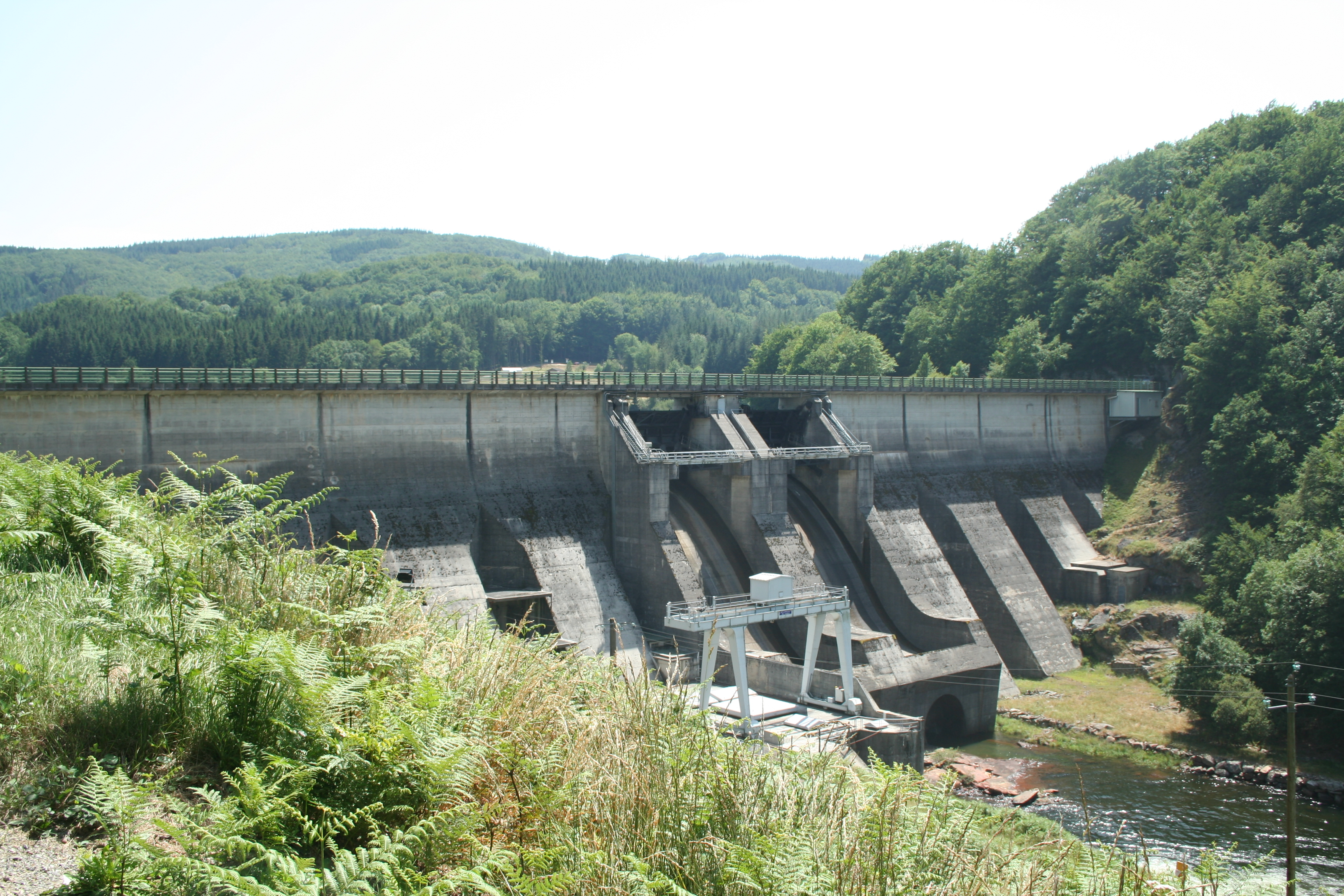
Barrage de la Raviège sur l'Agout à Anglès

Les rivières font partie du bassin hydrographique de la Garonne à l'exception de quelques petits ruisseaux de la Montagne Noire qui rejoignent la mer Méditerranée. En suivant le relief, ils sont orientés est-ouest. Dans la partie élevée, ils ont creusé des vallées profondes qui s'ouvrent en larges vallées dans les collines molassiques.
La rivière majeure est le Tarn. Le Dadou, l'Agout et le Thoré lui apportent leur eau rive gauche et le Tescou rive droite. Au nord, le Viaur, frontalier avec le département de l'Aveyron, le Cérou et la Vère appartiennent au bassin hydrographique de l'Aveyron, affluent du Tarn en aval.
Le régime est marqué par une baisse de débit assez marquée en été, voire un étiage, les massifs n'étant pas enneigés pour alimenter longtemps les ruisseaux. Le maximum de débit se situe généralement au printemps. Cependant, le Tarn peut connaitre une montée des eaux automnale par les orages cévenols qui sévissent à sa source dans le massif des Cévennes. La crue de mars 1930 a durablement marqué les habitants d'Albi, Gaillac ou Rabastens par ses dégâts. Des barrages ont été construits au XXe siècle pour écrêter les crues : Rassisse et Bancalié sur le Dadou et un de ses affluents, Raviège sur l'Agout, Laouzas sur un de ses affluents, et Saint-Peyres sur l'Arn, affluent du Thoré.

### Climat

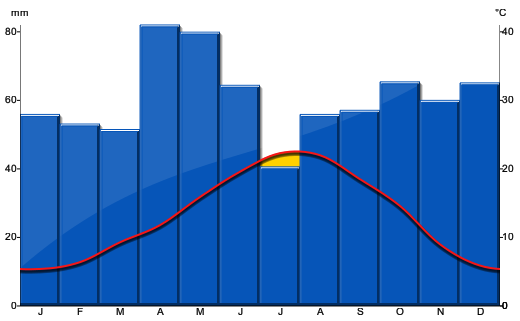
Diagramme ombrothermique d’Albi

Le Tarn est une zone de confluence climatique. Globalement, c'est un climat mesuré avec des hivers relativement doux, mais humides et des étés secs et chauds, même si la sécheresse est moins marquée que celle du pourtour méditerranéen.
Sa large ouverture à l'ouest lui donne une dominante de climat océanique. Cependant, le climat méditerranéen est proche, de l'autre côté des crêtes au sud. Sa principale influence vient du vent d'autan propice aux raisins du vignoble de Gaillac, mais violent dans le sud du département. Il souffle en moyenne 60 jours par an. Des orages cévenols dévastateurs peuvent se produire, comme celui de novembre 1999 : il a causé la mort de 4 personnes et le classement en catastrophe naturelle de 33 communes dans la vallée du Thoré. Enfin, au-delà de 800 m, l'altitude donne un climat montagnard.
Les perturbations majeures venues de l'océan Atlantique assurent des pluies régulières, avec un maximum au printemps et une relative sécheresse plus ou moins marquée selon les années en été. Le relief est très arrosé, bloquant les pluies venues de l'ouest, comme celles venues de la Méditerranée au sud. Anglès reçoit plus de 1 600 mm par an, alors que les vallées du Tarn et de l'Agout sont autour de 750 mm, une amplitude du simple au double.
L'altitude donne aussi un gradient de température décroissant. Les moyennes annuelles varient de 13,4 à Lavaur, à 9,4 à Lacaune. À Lacaune, il gèle 100 jours par an, permettant la tenue d'un enneigement propice à l'ouverture de pistes de ski de fond.
| Mois                                | jan. | fév. | mars | avril | mai  | juin | jui. | août | sep. | oct. | nov. | déc. | année |
| ----------------------------------- | ---- | ---- | ---- | ----- | ---- | ---- | ---- | ---- | ---- | ---- | ---- | ---- | ----- |
| Température minimale moyenne (°C)   | 1,4  | 1,7  | 3,8  | 6,2   | 10,2 | 13,6 | 15,8 | 15,6 | 12,3 | 9,5  | 4,9  | 2,1  | 8,1   |
| Température maximale moyenne (°C)   | 9,4  | 11,2 | 14,7 | 17,4  | 21,6 | 25,5 | 28,7 | 28,4 | 24,7 | 19,7 | 13,2 | 9,8  | 18,7  |
| Précipitations (mm)                 | 55,9 | 53,1 | 51,5 | 82    | 79,9 | 64,4 | 40,6 | 55,9 | 57,1 | 65,4 | 60   | 65,1 | 730,9 |
| Nombre de jours avec précipitations | 10   | 8    | 9    | 10    | 10   | 7    | 5    | 7    | 7    | 9    | 10   | 10   |       |

| Mois                                   | janvier | février | mars | avril | mai | juin | juillet | août | septembre | octobre | novembre | décembre | total année |
| -------------------------------------- | ------- | ------- | ---- | ----- | --- | ---- | ------- | ---- | --------- | ------- | -------- | -------- | ----------- |
| nombre moyen d’heures d’ensoleillement | 97      | 119     | 177  | 184   | 219 | 245  | 271     | 256  | 213       | 154     | 93       | 87       | 2113        |

Tableau comparatif des données météorologiques d'Albi et de quelques villes françaises
| Ville             | Ensoleillement · (h/an) | Pluie · (mm/an) | Neige · (j/an) | Orage · (j/an) | Brouillard · (j/an) |
| ----------------- | ----------------------- | --------------- | -------------- | -------------- | ------------------- |
| Médiane nationale | 1 852                   | 835             | 16             | 25             | 50                  |
| Albi              | 2 150                   | 760.6           | 5              | 22             | 21                  |
| Paris             | 1 717                   | 634             | 13             | 20             | 26                  |
| Nice              | 2 760                   | 791             | 1              | 28             | 2                   |
| Strasbourg        | 1 747                   | 636             | 26             | 28             | 69                  |
| Brest             | 1 555                   | 1 230           | 6              | 12             | 78                  |
| Bordeaux          | 2 070                   | 987             | 3              | 32             | 78                  |

## Géographie humaine

### Démographie
Seconde population de Midi-Pyrénées après la Haute-Garonne, la population tarnaise est relativement faible au vu de sa surface avec une densité de 64,1 habitant/km2. Au cours de l'histoire, un glissement de population s'est opéré de l'est vers les grandes villes, puis vers l'ouest proche de Toulouse. La zone de montagne a payé un lourd tribut à l'exode rural. Par ailleurs, l'âge moyen est supérieur à la moyenne nationale par sa plus faible jeunesse et une surreprésentation de retraités.
Les deux zones géographiques continuent à se différencier, les zones rurales de l'est, du nord et du sud sont plus âgées, moins bien rémunérées que le triangle Albi-Castres-Lavaur, plus jeune.
Deux pôles urbains coexistent depuis plusieurs siècles, la zone Albi-Carmaux et celle de Castres-Mazamet. Les villes proches de Toulouse sont en pleine croissance : Lavaur, Saint-Sulpice, ainsi que Gaillac, grâce à sa position près de l'axe autoroutier A.68.

### Économie

#### Secteur primaire
L'activité agricole est importante, là encore marquée par une césure est-ouest.
La partie montagneuse est vouée à l'élevage : celui des bovins viande dans le Ségala, celui des ovins dans les Monts de Lacaune. La tradition laitière, alimentant les laiteries du fromage de roquefort, se maintient, mais voit se développer à côté un élevage ovin viande spécifique. La race de brebis lacaune est la seule race originaire du Tarn. Un élevage de bovins laitier existe, bien réparti dans tout le département.
La partie occidentale est majoritairement vouée aux grandes cultures : maïs dans les zones irrigables (nappe phréatique ou retenues collinaires), soja, colza, tournesol et céréales ailleurs. Le Lauragais est même spécialisé dans ces cultures. Quelques noyaux se sont spécialisés dans des cultures spécialisées, comme l'ail rose de Lautrec, la viticulture de Gaillac et de l'indication géographique protégée des côtes-du-tarn ou l'arboriculture-maraichage dans les vallées, proche des lieux de consommation.
La restructuration des exploitations se poursuit depuis 1945, avec une baisse continue du nombre d'exploitations et une augmentation de la surface moyenne. La surface agricole utile, longtemps en baisse, s'est stabilisée autour de 330 000 hectares depuis les années 1980. La baisse a consisté au grignotage des zones périurbaines et à l'emboisement des terres difficiles à travailler en montagne.
L'activité minière, importante à Carmaux (houille) a cessé en 1997. Seule exploitation du sous-sol, l'industrie du granite du Sidobre est exploité à Lacrouzette.

#### Secteur secondaire
Le Tarn est la deuxième puissance industrielle d' Occitanie (anciennement Midi-Pyrénées) après la Haute-Garonne. Historiquement, deux pôles se sont développés. Celui d'Albi-Carmaux, grâce à l'énergie houillère, a permis la création d'une industrie verrière (verrerie ouvrière d'Albi) et sidérurgique. (Société des Hauts-Fourneaux, forges et aciéries du Saut-du-Tarn) Celui de Castres-Mazamet a utilisé l'énergie hydraulique des ruisseaux de montagne. Cette industrie utilisait l'abondance de la laine, issue de l'élevage ovin local pour développer une industrie textile florissante dès le XVIIIe siècle, complétée par du délainage des peaux. Ce secteur d'activité est aujourd'hui disparu. À Graulhet, une industrie du cuir a longtemps prospéré avant d'être délocalisé dans les années 1979-80.

### Paysages et empreinte humaine
La coupure est-ouest se retrouve dans le bâti, l'est étant à toiture d'ardoise, l'ouest à couverture en tuile. D'autres éléments permettent de distinguer plusieurs entités locales, dont quelques-unes débordent sur les départements voisins.

#### La Montagne Noire
Cette chaine de montagne marque la limite entre le Tarn et l'Aude, approximativement sur la ligne de crête. Le paysage montagneux est pentu et fortement boisé, notamment avec des essences de résineux.

#### Le Sidobre
L'entité est clairement délimitée par sa géologie : un massif granitique au paysage bien particulier.

#### Les Monts de Lacaune
Cette zone de montagne est plus haute mais globalement moins pentue que la Montagne Noire.

#### Le Ségala
Cette région de collines de moyenne altitude a un sol acide où, autrefois, le blé ne poussait pas. La culture du seigle, moins exigeant, a donné son nom à cette entité qui couvre également une partie de l'Aveyron.

#### Le causse du Quercy
Les grands causses du Quercy débordent sur l'extrême nord-ouest du Tarn. Le paysage est marqué par les profondes gorges que l'Aveyron a creusées dans le plateau aride. L'élevage extension du mouton est la production principale.

#### Le Gaillacois
Cette région est marquée par la viticulture autour de la ville de Gaillac. Elle a donné son nom au vignoble de Gaillac grâce au travail de négoce mené par les moines de l'abbaye Saint-Michel de Gaillac. Elle regroupe trois terroirs : les terrasses graveleuses de la rive gauche du Tarn, les coteaux de la rive droite et le plateau cordais.

#### Albigeois-Castrais
Cette région de coteaux molassiques est limitée par la géologie schisteuse à l'est, et par le Tarn et l'Agout.

#### Lauragais
Le Lauragais est une entité qui s'étend sur les départements voisin de la Haute-Garonne et l'Aude. Appelé aussi pays de Cocagne, c'est une région qui a connu son ère de gloire à la Renaissance avec la culture du pastel. La région vallonnée est vouée aux grandes cultures, maïs, blé, tournesol, colza. Les champs ont été remembrés, donnant de grandes parcelles culturales. Des silos à grains constituent un relief typique de l'architecture agricole spécialisée.

## Sources